# Charles Paul Alexander
Charles Paul Alexander là một nhà côn trùng học người Mỹ, sinh ngày 25 tháng 9 năm 1889 ở Gloversville, New York. Ông mất ngày 3 tháng 12 năm 1981.